# Hội Hóa học Hoàng gia

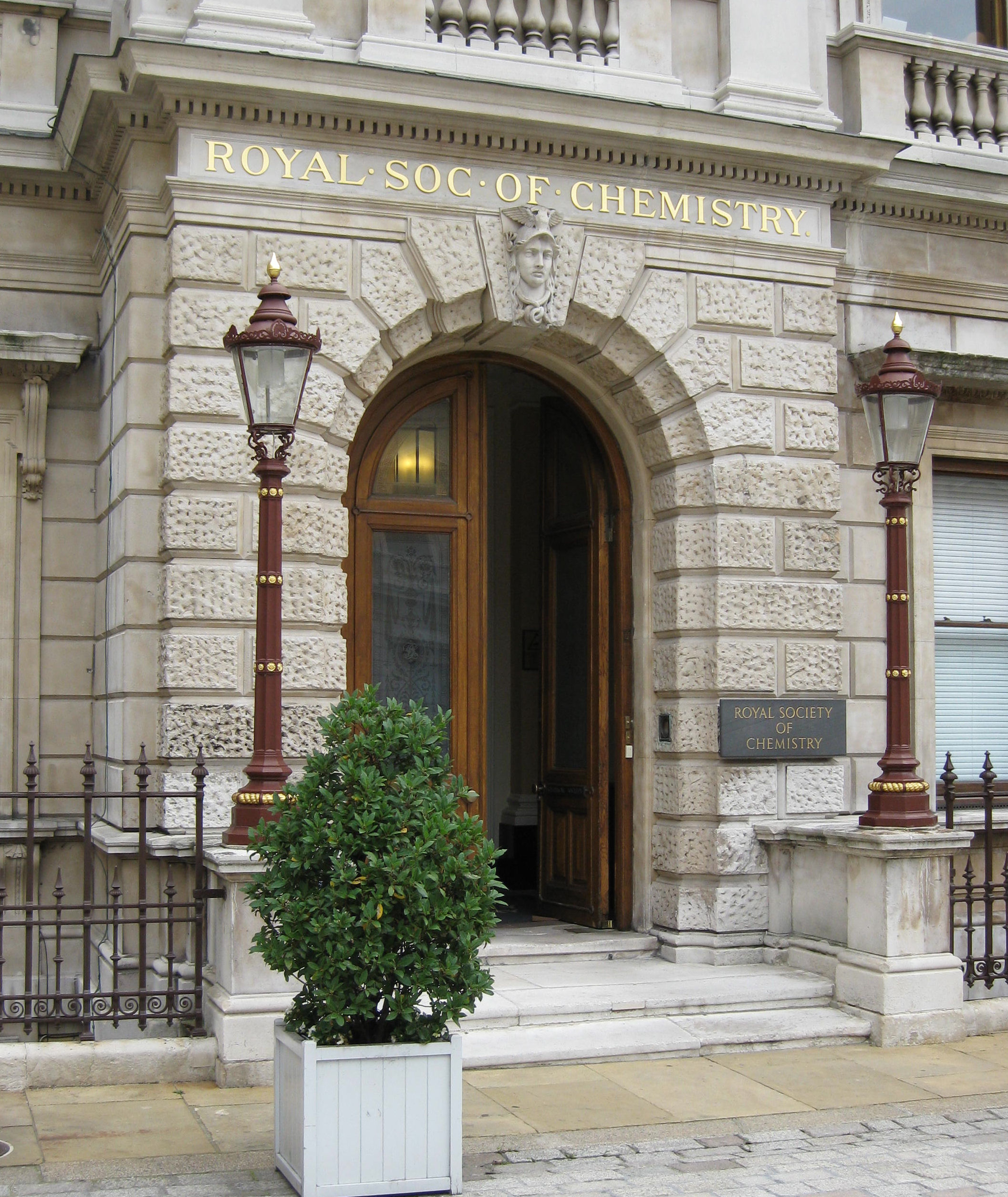
RSC London Headquarters

Hội Hóa học Hoàng gia (The Royal Society of Chemistry, viết tắt là RSC) là một hội nghề nghiệp và học tập trong lĩnh vực hóa học tại Vương quốc Liên hiệp Anh và Bắc Ailen với mục tiêu phát triển khoa học hóa học. RSC được thống nhất thành một tổ chức duy nhất vào năm 1980, nhưng có lịch sử hình thành phát triển từ một số hội và cơ quan được hình thành từ thế kỷ 19. Ngày nay, RSC đã trở thành một hiệp hội khoa học toàn cầu với hơn 54,000 hội viên tại Anh và quốc tế.
RSC có trụ sở chính tại Burlington House, thành phố Luân Đôn, cùng với các trụ sở tại một số thành phố khác như ở Cambridge (Anh), Philadenphia (Hoa Kỳ), Bắc Kinh, Thượng Hải (Trung Quốc), và Bangalore (Ấn Độ). RSC bên cạnh các hoạt động học thuật nghề nghiệp, còn cấp các chứng chỉ chuyên nghiệp trong lĩnh vực hóa học và xuất bản khoa học (tạp chí khoa học, sách chuyên khảo) cũng như tổ chức các hội thảo chuyên ngành. RSC cũng trao tặng nhiều giải thưởng khoa học danh giá cho các nhà khoa học có đóng góp lớn cho hóa học.

## Lịch sử hình thành
RSC với tên gọi như ngày nay (The Royal Society of Chemistry - Hội Hóa học Hoàng gia) được chính thức thành lập vào năm 1980 theo Hiến chương Hoàng gia ký bởi Nữ vương Elizabeth II. Theo Hiến chương này, RSC là một hội nghề nghiệp có mục tiêu "phát triển hóa học và những ứng dụng, truyền bá các kiến thức về hóa học" (Advancing chemistry, developing its applications, and disseminating chemical knowledge). RSC được thiết lập dựa trên việc sáp nhập một số tổ chức nghề nghiệp đã từng tồn tại trước đó, bao gồm: Hội Hóa học (The Chemical Society), Viện Hóa học Hoàng gia (The Royal Institute of Chemistry), Hội Hóa học Phân tích (The Society for Analytical Chemistry), và Hội Faraday (The Faraday Society), là những tổ chức nghề nghiệp đã có lịch sử hoạt động từ thế kỷ 19:
- Hội Hóa học (The Chemical Society): là một hội nghề nghiệp độc lập được thành lập vào năm 1841 tại Luân Đôn với tên gọi ban đầu là Hội Hóa học Luân Đôn.[7] Hội này ban đầu có 77 thành viên, và được cấp Hiến chương Hoàng gia vào năm 1847. Chủ tịch đầu tiên của hội này là  nhà hóa học Thomas Graham, và từng được lãnh đạo bởi nhiều nhà hóa học nổi tiếng như August Wilhelm von Hofmann (chủ tịch 1861-1863), William Crookes (chủ tịch 1887-1889) hay William Ramsay (chủ tịch 1907-1909),... Ba tạp chí khoa học đầu tiên được thành lập bởi hội là Journal of the Chemical Society, Proceedings of the Chemical Society, và Chemical Society Reviews đều là những tạp chí danh giá trong ngành hóa học và còn đang hoạt động cho tới ngày nay.
- Viện Hóa học Hoàng gia (The Royal Institute of Chemistry): là một tổ chức độc lập được thành lập vào năm 1877 với vai trò tư vấn, thẩm định và cấp các chứng chỉ nghề nghiệp trong lĩnh vực hóa học và phân tích.[8] Chủ tịch ban đầu của cơ quan này là nhà hóa học Edward Frankland.
- Hội Faraday (The Faraday Society): là một hội nghề nghiệp và học tập trong chuyên ngành lý hóa, được thành lập từ năm 1903 với tên gọi tưởng nhớ sự đóng góp vĩ đại của nhà vật lý, hóa học Michael Faraday.[9] Hội này từng xuất bản tạp chí khoa học Faraday Transactions (1905-1998), và có nhiều nhà khoa học nổi tiếng trong lĩnh vực hóa - lý lãnh đạo, như William Thomson, William Henry Perkin,..
- Hội Hóa học Phân tích (The Society for Analytical Chemistry): được thành lập vào năm 1874, vào thời kỳ mà công nghiệp hóa chất ở Anh đang nở rộ, cùng với sự phát triển nhảy bậc của các kỹ thuật hóa phân tích.[4] Hội này trở thành một trong những hội nghề nghiệp uy tín, và xuất bản một số tạp chí chuyên ngành uy tín như The Analyst, Analytical Abstracts và Proceedings of the Society for Analytical Chemistry.

## Hội viên và các chứng chỉ nghề nghiệp
RSC là một hội nghề nghiệp và học thuật với các hội viên tham gia tự nguyện và có đóng hội phí hàng năm. RSC có 5 mức độ hội viên với phí và quyền lợi khác nhau:
- Sinh viên: là những thành viên trẻ đang ở cấp độ sinh viên (đại học), chưa có bằng cấp chính thức về ngành nghề.
- Hội viên dự khuyết (Associate member - viết tắt là AMRSC): là những hội viên mới tốt nghiệp đại học, chưa có đủ 3 năm kinh nghiệm làm việc chính thức. Để có thể tham gia hội viên ở mức này, người đăng ký sẽ cần có 01 thư giới thiệu từ một nhà khoa học chính thức.
- Hội viên (Member - MRSC): là hội viên chính thức, dành cho những người có bằng cấp chuyên nghiệp về hóa học (hoặc các lĩnh vực liên quan) và có ít nhất 3 năm kinh nghiệm làm việc chuyên nghiệp cùng với 02 thư giới thiệu từ các nhà khoa học uy tín (khi nộp hồ sơ tham gia).
- Học giả (Fellow - FRSC): là hội viên chính thức của RSC, có ít nhất 5 năm làm việc ở vị trí cấp cao trong lĩnh vực hóa học, có những đóng góp đáng kể được ghi nhận thông qua hồ sơ ứng cử và giới thiệu từ các nhà khoa học có uy tín.
- Hội viên liên kết (Affiliate): là mức độ hội viên giành cho những người tham dự theo cách thức tự do (ít các quyền lợi nhất), không đòi hỏi hồ sơ chuyên nghiệp hay bằng cấp, kinh nghiệm làm việc.

Bên cạnh hội viên mang tính chất cộng đồng nghề nghiệp, RSC cũng là tổ chức thẩm định và cấp các chứng chỉ nghề nghiệp trong các lĩnh vực hóa học và liên quan, bao gồm:
- Nhà hóa học (Chartered Chemist - CChem)
- Nhà khoa học (Chartered Scientist - CSci)
- Nhà môi trường (Chartered Environmentalist - CEnv)
- Nhà quản lý (Chartered Manager - CMgr)

Các chứng chỉ được cấp cho những người đã tham gia RSC như một hội viên chính thức, có bằng cấp học thuật và kinh nghiệm làm việc chính thức, đồng thời có đủ kỹ năng và hiểu biết nghề nghiệp trải rộng trên 14 đề mục (nội dung chi tiết khác nhau cho từng chứng chỉ) được đánh giá qua hồ sơ và phỏng vấn. Các chứng chỉ này được cấp có thời hạn, và đòi hỏi người giữ chứng chỉ phải cập nhật thường xuyên hồ sơ làm việc, và đóng phí duy trì chứng chỉ hàng năm.
Ngoài ra, RSC cũng có các hoạt động phát triển đào tạo hóa học, như hỗ trợ đào tạo giáo viên, thẩm định các chương trình đào tạo cử nhân và thạc sĩ hóa học cho các trường đại học tại Vương quốc Anh và trên toàn thế giới.

## Xuất bản và phổ biến khoa học
RSC cũng là một cơ quan xuất bản khoa học uy tín, bao gồm xuất bản tạp chí khoa học chuyên ngành có phản biện và các sách chuyên khảo, sách khoa học thường thức. Cơ sở dữ liệu hiện nay của RSC bao gồm 44 tạp chí khoa học chuyên ngành và hơn 2000 đầu sách khoa học. Tạp chí lâu đời được xuất bản là The Analysist, bắt đầu xuất bản từ năm 1876, trong khi tạp chí mới nhất là Sustainable Energy & Fuels bắt đầu xuất bản từ năm 2017. Hầu hết các tạp chí của RSC đều liên quan tới các chủ đề về hóa học và lý hóa, cùng với các tạp chí về vật liệu, năng lượng và môi trường.
RSC xuất bản tạp chí khoa học theo cơ chế hybrid, tức là bao gồm cả các tạp chí xuất bản đóng (miễn phí xuất bản) và xuất bản mở với nhiều cấp độ mở (vàng, bạc, xanh,..) tùy theo tùy chọn đóng phí xuất bản mở của tác giả. RSC cũng có cơ chế miễn phí hoặc giảm giá truy cập mở cho các tác giả đến từ các quốc gia kém và đang phát triển.
RSC cũng là một tổ chức đi đầu tại Anh về các hoạt động cộng đồng nhằm phổ biến tri thức khoa học liên quan tới hóa học, với các hoạt động khoa học cộng đồng thường niên. RSC có nhiều quỹ tài trợ cho các hoạt động khoa học đại chúng giành cho các trường phổ thông và các trung tâm cộng đồng.

## Giải thưởng khoa học
RSC hàng năm trao các giải thưởng và huy chuơng vinh danh cách đóng góp xuất sắc cho các lĩnh vực hóa học và liên quan. Cho tới hiện nay, RSC có hơn 80 giải thưởng và huy chương trao tặng thường niên cho các nhà khoa học xuất sắc. Giải thưởng lâu đời và uy tín nhất của RSC là Faraday Lectureship Prize, bắt đầu được trao tặng từ năm 1869 - với tên gọi tưởng nhớ nhà vật lý, hóa học vĩ đại người Anh Michael Faraday. Giải thưởng này có giá trị 5000 bảng Anh, kèm với huy chuơng, giấy chứng nhận và một bài giảng đại chúng về nghiên cứu của chủ nhân nhận giải thưởng. Có nhiều nhà hóa học vĩ đại đã nhận giải thưởng này (một số sau đó nhận giải Nobel hóa học) ví dụ như: August Wilhelm von Hofmann, Dmitri Mendeleev, John William Strutt (Rayleigh), Niels Bohr, Irving Langmuir..
Chi tiết: Danh sách các giải thưởng của Hội Hóa học Hoàng gia 